# Archeusz
Archeusz (gr. arche - "początek", "punkt wyjścia", "przyczyna", "zasada") – termin używany przez Paracelsusa, twórcy jatrochemii, na określenie "alchemika Natury", "alchemika świata" (utożsamianego z "duchem świata"), "ducha osobniczego". Archeusz to siła kierownicza tkwiąca w czterech żywiołach, to architekt ewoluującej materii. Paracelsus uważał przy tym, że choroba jest opanowaniem przez obce potęgi duchowe owego pierwiastka życiowego. Michał Sędziwój nazywa go "sługa przyrody" - twierdzi, że mieszka on w środku Ziemi.